# Tolminc
Tolminc ist ein slowenischer Hartkäse aus Kuhmilch mit geschützter Ursprungsbezeichnung.

## Herkunft
Das Herkunftsgebiet entspricht der Region Zgornje Posočje (Oberes Soča-Tal), welche die Gemeinden Kobarid, Tolmin und Bovec mit insgesamt 34 Ortschaften umfasst, und grenzt im Westen an Italien.
Im Oberen Soča-Tal treffen Einflüsse mediterranen und alpinen Klimas zusammen. Das Tal ist das niederschlagsreichste Gebiet Sloweniens wofür vor allem die vom Mittelmeer her gelangende feuchte Luft verantwortlich ist, die an der Gebirgsbarriere der westlichen Julischen Alpen aufsteigt. Das zur Adria offene Flusstal der Soča verstärkt den Einfluss des Meeres. In Tolmin liegt die mittlere jährliche Lufttemperatur bei 11 °C, die mittlere Januartemperatur bei 1 °C und die mittlere Julitemperatur über 18 °C.
Traditionell wurden im Frühjahr die Viehherden auf die unteren Almen getrieben und Ende Juni auf die Hochalmen, wo bis Anfang September das Vieh geweidet und Käse hergestellt wurde. Danach kehrten man auf die unteren Almen zurück und blieb dort bis zum ersten Schneefall. Dieser Kreislauf wird heute noch verbreitet von den Viehzüchtern im Oberen Soča-Tal praktiziert.
Die Kühe erhalten hauptsächlich Grün- und Raufutter (Weidegras, Heu und Silage) aus dem Herkunftsgebiet , das mindestens 75 % der Trockenmasse der täglichen Fütterungsration ausmachen muss.

## Herstellung
Tolminc wird aus roher oder bei 57 bis 68 °C pasteurisierter Kuhmilch hergestellt, die im Herkunftsgebiet erzeugt wurde. Mindestens 80 % der Milch muss von Braunvieh-Kühen stammen.
Zur Herstellung wird mindestens 12 Stunden gereifte Milch verwendet, der vor der Gerinnung frische Milch hinzugefügt werden kann. Zur Beschleunigung der Fermentation darf hausgemachter oder industrieller Starterkulturen verwendet werden. Nach Labzugabe gerinnt die Milch 25 bis 35 Minuten bei 32 bis 34 °C. Die dickgelegte Milch wird zunächst in größere Würfel geschnitten und anschließend auf Haselnussgröße zerkleinert. Durch Erhitzen auf 44 bis 48 °C und ständiges Rühren wird die Käsemasse getrocknet, bis sie die gewünschte Konsistenz erreicht hat. Danach wird der Käse  6 bis 12 Stunden gepresst und gewendet. Durch das Wenden fließt die Molke schneller ab und das Wasser verteilt sich gleichmäßig im Käse, außerdem erhalten die Laibe eine gleichmäßigere Form. Die anschließende Salzung erfolgt 24 bis 48 Stunden in Lake.
Tolminc muss mindestens zwei Monate unter regelmäßigem Wenden, Abwischen und Säubern reifen.

## Eigenschaften
Der runde Laib hat eine Höhe von 8 bis 9 cm, einen Durchmesser von 23 bis 27 cm und wiegt 3,5 bis 5 kg. Die Rinde des Käses ist glatt und strohgelb, der Teig elastisch und gelblicher, mit wenigen linsen- bis erbsengroßen Löchern. Der Geruch ist charakteristisch, der Geschmack ist süß-pikant.
Der Fettgehalt in der Trockenmasse beträgt mindestens 45 %, der Feuchtigkeitsgehalt höchstens 40 %.

## Kennzeichnung und Handel
Jeder Käselaib wird nach dem Salzen mit dem Datum des Reifungsbeginns oder der Chargenbezeichnung gekennzeichnet. Zur Gewährleistung der Rückverfolgbarkeit werden alle Laibe mit der Herstellerangabe, der Bezeichnung und dem Logo „Tolminc“, dem zugehörigen EU-Zeichen und dem nationalen Qualitätssymbol gekennzeichnet. Auf dem Etikett muss angegeben werden, ob der Käse aus Rohmilch oder pasteurisierter Milch hergestellt wurde.
Zusätzlich kann angeführt werden, dass der Käse länger als zwei Monate gereift wurde, dass die Milch von silagefrei gefütterten Kühen stammt oder dass der Käse in einer Almkäserei hergestellt wurde.